# Isaak Emil Lichtigfeld
(Jizhak) Isaak Emil Lichtigfeld (geboren 6. März 1894 in Burschtyn im österreichischen  Ostgalizien; gestorben 24. Dezember 1967 in Frankfurt am Main, beerdigt nach seinem Willen am 4. Januar 1968 in Jerusalem auf dem Friedhof Sanhedria), war von 1954 bis 1967 als Landesrabbiner von Hessen in Frankfurt am Main tätig. Er war Nachfolger von Zwi Harry Levy, der von 1952 bis 1954 in Frankfurt amtiert hatte.

## Biographie

### Ausbildung und Berufliches
Lichtigfeld studierte vor dem Ersten Weltkrieg Rechtswissenschaften in Deutschland und wurde als Student Mitglied im Bund Jüdischer Akademiker. Er nahm als Kriegsfreiwilliger an den Kämpfen um Langemark bei Ypern teil, wurde zweimal verwundet und zum Leutnant der deutschen Armee befördert. 1922 ließ er sich als Rechtsanwalt beim Landgericht Düsseldorf nieder und betrieb gemeinsam mit seinem Bruder Leo eine Kanzlei. 1929 übersiedelte er nach Köln, um seinen Kindern den Besuch des jüdischen Jawne-Gymnasiums zu ermöglichen.

### Nach 1933
Nach der „Machtergreifung“ durch die Nationalsozialisten im Januar 1933 durfte Emil Lichtigfeld als Frontkämpfer des Ersten Weltkriegs zunächst weiter als Anwalt praktizieren. Ende 1933 emigrierte er nach London und beschloss, Rabbiner zu werden. In seine Zulassung beim Oberlandesgericht Düsseldorf setzte er vertretungsweise seinen Bruder Leo ein, wofür die Brüder in nationalsozialistischen Veröffentlichungen diffamiert wurden.
Nach Kriegsausbruch fungierte er als Rabbiner in einer der United Synagoge angeschlossenen Gemeinde.
1946 ging er als Vertreter des Chief Rabbinate Council mit der britischen Armee nach Deutschland. Hier wurde er der religiöse Berater der illegalen Exodus-Einwanderer. Anschließend ging er in die Flüchtlingslager nach Britisch-Zypern. Mitte 1948, nach der israelischen Staatsgründung, ging er nach London zurück und setzte dort seine religiöse und politische Tätigkeit fort.

### Rabbiner in Frankfurt und Deutschland
1954 wurde Lichtigfeld als Rabbiner zur Jüdischen Gemeinde Frankfurt am Main berufen, wo es eine noch nicht ganz integrierte ostjüdische Mehrheit gab. Hier baute er ein Gemeindeleben als Einheitsgemeinde traditioneller orthodoxer Prägung auf; es gab wieder sechs Gebetsstätten in Frankfurt und die für die religiösen Belange der Gemeinde notwendige Infrastruktur: Jüdischer Friedhof, Kaschruth, Lehrstätten, Jugendbildung, Religionsunterricht. Durch seine Bemühungen entstand 1966 wieder eine Schule, die nach seinem Tode nach ihm benannt wurde. Die I. E. Lichtigfeld-Schule hat seit 2006 ihren Sitz wieder im Philanthropin. Es war die erste deutsche jüdische Schule nach dem Zweiten Weltkrieg.

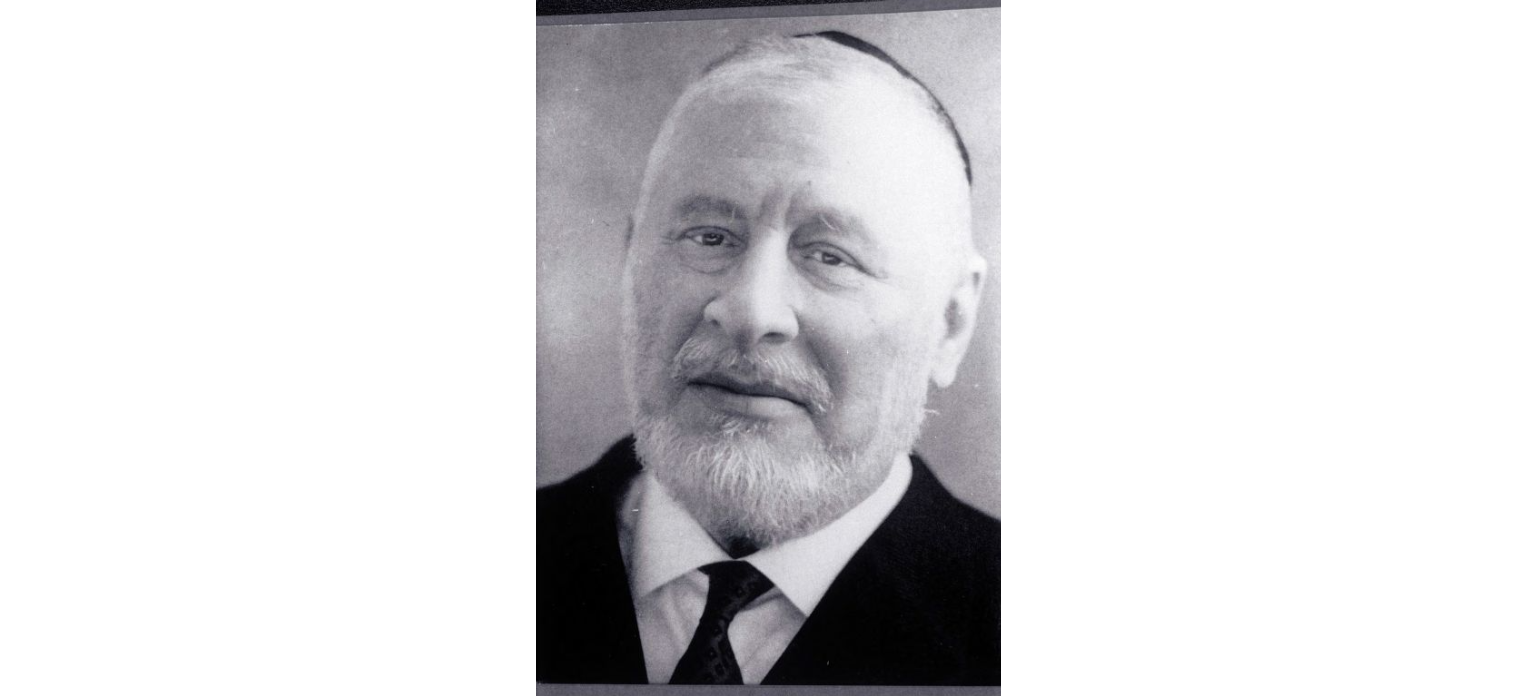
Lichtigfeld – Foto kuratiert vom Leo Baeck Institut

Lichtigfeld war auch der Vorsitzende der deutschen Rabbinerkonferenz sowie Landesrabbiner von Hessen. Er war seit 1956 Präsidialmitglied des Keren Hayesod und übernahm 1966 als Nachfolger von Herbert Lewin das Amt des Ersten Vorsitzenden der deutschen Sektion des Keren Hayesod. Anlässlich seines 70. Geburtstages zeichnete ihn die britische Regierung mit dem O.B.E., dem Order of the British Empire, aus.
Weil Lichtigfeld sich in seiner Doppelfunktion als Landes- und Gemeinderabbiner zunehmend überlastet fühlte, berief die Gemeinde 1963 Sigmund Szobel zum zweiten Gemeinderabbiner. Nach dem Tode Lichtigfelds 1967 war er alleiniger Gemeinderabbiner.

## Wissenswert
Das kleine jüdische Museum in der Synagoge Michelstadt, in Michelstadt im Odenwald, ist nach Isaak Emil Lichtigfeld benannt.